# Pauschalierendes Entgeltsystem Psychiatrie und Psychosomatik
Das pauschalierende Entgeltsystem Psychiatrie und Psychosomatik (PEPP) ist ein in Deutschland angewandtes Vergütungssystem und Patientenklassifikationssystem. Es basiert darauf, ähnlich dem deutschen DRG-Vergütungssystem für somatische Erkrankungen, auf Grundlage einer tagesbezogenen Kostenkalkulation in einer klinisch relevanten und nachvollziehbaren Weise, die Arten und Anzahl der behandelten Krankenhausfälle in Bezug zum Ressourcenverbrauch des Krankenhauses in den Bereichen Psychosomatik und Psychiatrie zu setzen.

## Rechtsgrundlage
Die grundlegende Entscheidung, ein durchgängiges, leistungsorientiertes und pauschalierendes Vergütungssystem auf der Grundlage von tagesbezogenen Entgelten für die voll- und teilstationären allgemeinen Krankenhausleistungen von psychiatrischen und psychosomatischen Einrichtungen einzuführen, hat der Gesetzgeber 2009 durch die Schaffung des § 17d Krankenhausfinanzierungsgesetz (KHG) durch das Krankenhausfinanzierungsreformgesetz getroffen. Danach wurden der Spitzenverband Bund der Krankenkassen und den Verband der Privaten Krankenversicherungen sowie die Deutschen Krankenhausgesellschaft beauftragt, ein den gesetzlichen Vorgaben entsprechendes Entgeltsystem einzuführen und jährlich weiterzuentwickeln und anzupassen. Ende 2009 wurde eine entsprechende Vereinbarung über die Einführung eines pauschalierenden Entgeltsystems abgeschlossen. Für 2013 konnten sich die Vertragsparteien aber auf kein Entgeltsystem einigen, so dass auf der Grundlage eines Vorschlags des Instituts für das Entgeltsystem im Krankenhaus (InEK) der PEPP-Entgeltkatalog sowie die dazugehörigen Abrechnungsbestimmungen für 2013 für optierende Einrichtungen durch Ersatzvornahme durch das Bundesministerium für Gesundheit in Kraft gesetzt wurden.

## Umstellung auf PEPP
Einrichtungen der Psychiatrie und Psychosomatik können das neue System ab 2013 auf freiwilliger Basis einführen. Ursprünglich sollte die Anwendung ab 2015 verpflichtend sein. Mit dem „Gesetz zur Weiterentwicklung der Finanzstruktur und der Qualität in der gesetzlichen Krankenversicherung“ vom 24. Juli 2014 wurde die Frist, in der Kliniken das PEPP-System freiwillig einführen können, um zwei Jahre verlängert. Ab 2017 bis 2019 ist die Umstellung budgetneutral. Es findet eine Anpassung an das bisherige Klinikbudget statt. 2019 beginnt die Konvergenzphase. In der Zeit wird ein Landesbasisentgeltwert aus den Mittelwerten aller Kliniken von InEK ermittelt (alle Kosten eines Behandlungstages aller Behandlungsfälle im Mittel). Bis 2022 wird der bisherige krankenhausindividuelle Wert an den Landesbasisentgeltwert angepasst.

## Kodierung
Mit der Einführung des neuen Abrechnungssystems gewinnt das Berufsbild der Medizinischen Kodierfachkraft (MKF) nun auch im psychiatrischen Bereich zusehends an Bedeutung.
Ärzte und pflegendes Personal in deutschen Kliniken sind aufgrund der Arbeitsbelastung sowie wachsenden Komplexität und Entwicklung der Diagnosebezogene Fallgruppen (DRGs – Fallpauschalen), ICD (Diagnose-Katalog) und OPS (Katalog auch spezieller psychiatrischer Verfahren) zunehmend auf die Hilfe von speziell ausgebildetem Fachpersonal angewiesen.
Dieses sollte idealerweise eine Kombination aus medizinischem Hintergrundwissen, weiterführenden Kenntnissen zum PEPP-System, betriebswirtschaftlichem Sachverstand sowie praxisorientierten EDV-Kompetenzen vereinen.
Um dabei den erheblichen abrechnungstechnischen und medizinischen Anforderungen gerecht zu werden, hat sich eine Weiterbildung bereits ausgebildeten medizinischen Fachpersonals oder geeigneten Abrechnungspersonals zur MKF etabliert. Hierbei können Absolventen ein Zertifikat der Industrie- und Handelskammer als Qualifikationsnachweis erwerben. So konnte seit 2013 ein strukturierter Ausbildungsstandard etabliert werden.

## Kritik
Die geplante Einführung des PEPP hat zu massiven Protesten unter anderem seitens Berufsverbänden und Gewerkschaften geführt. Die volkswirtschaftlichen Auswirkungen sind ähnlich wie beim DRG-System kaum abschätzbar, die gesetzten Anreize dürften aber in jedem Fall zu einer gravierenden Verschlechterung der Versorgung psychisch Erkrankter im stationären Rahmen führen. Es gibt aber auch Friedenssignale zur PEPP-Einführung. Es müsse vor allem der Schweregrad der Erkrankungen differenzierter als bisher abgebildet werden.